# Rhynchina warreni
Rhynchina warreni är en fjärilsart som beskrevs av Felix Bryk 1948. Rhynchina warreni ingår i släktet Rhynchina och familjen nattflyn. Inga underarter finns listade.